# ミクニサイシン
ミクニサイシン（学名: Asarum mikuniense）は、ウマノスズクサ科カンアオイ属の多年草。

## 特徴
地上を這う茎の先から葉をだす。葉柄は長さ7-16cmになる。葉質は薄く、落葉性で、葉身は広卵形で長さ5-12cm、幅4-10cmになり、先端はとがり、葉脈上にまばらに軟毛が生え、表面に斑点は入らない。
花期は4月下旬-6月。茎先に1個の花をつける。花柄は長さ1-2cm。花に花弁は無く、萼裂片が花弁状になる。萼筒は丸みのある壺形になり、長さ6.5-10mm、径11-14mm、萼筒の入口は狭く、径5-8mmになる。萼筒外面はオリーブグリーン色から紫色、内面は萼筒入口部で濃紫色、萼筒内部に象牙色から藤色と濃紫色の帯があって、17-21個の縦襞があり、基部は象牙色で軟毛に被われる。萼裂片は五角形で長さ7-11mm、幅8-11mmになり、開出して縁は波打ち、先端はとがる。雄蕊は12個あって、内外2輪に並び、花糸は長さ2.7-3.2mm、葯は長さ1.2-1.4mmになる。子房はオリーブグリーン色がかった象牙色から藤色で、長さ4-5.5mm、幅6-8mmになり、6室からなる。花柱は6個あり、長さ0.6-1.5mmになる。

## 分布と生育環境
日本固有種。本州中部（群馬県、栃木県、長野県、新潟県の互いの県境付近）に分布し、山地の落葉広葉樹林、混交林の林床や林縁に生育する。
従来、これらの地域に分布するカンアオイ属ウスバサイシン節の種は、ウスバサイシンとされてきたが、山路弘樹、中村輝子ら（2007年）の研究により、独立した種であるとわかり、主に東北地方に分布するトウゴクサイシンおよび中国地方の島根県特産のイズモサイシンとともに新種として命名記載された。

## ギャラリー

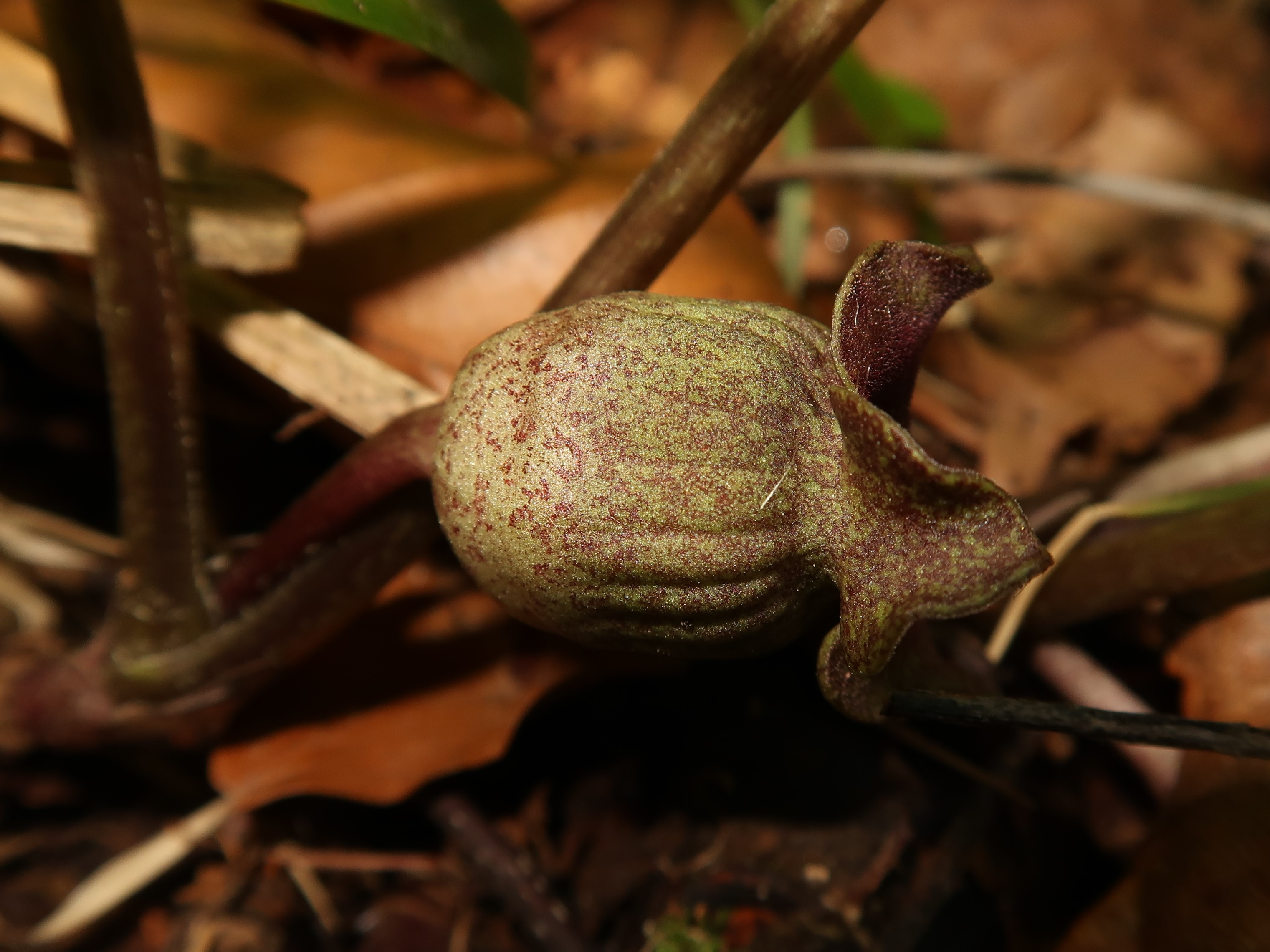
萼筒の入口は狭く、萼筒の径のほぼ半分になる。
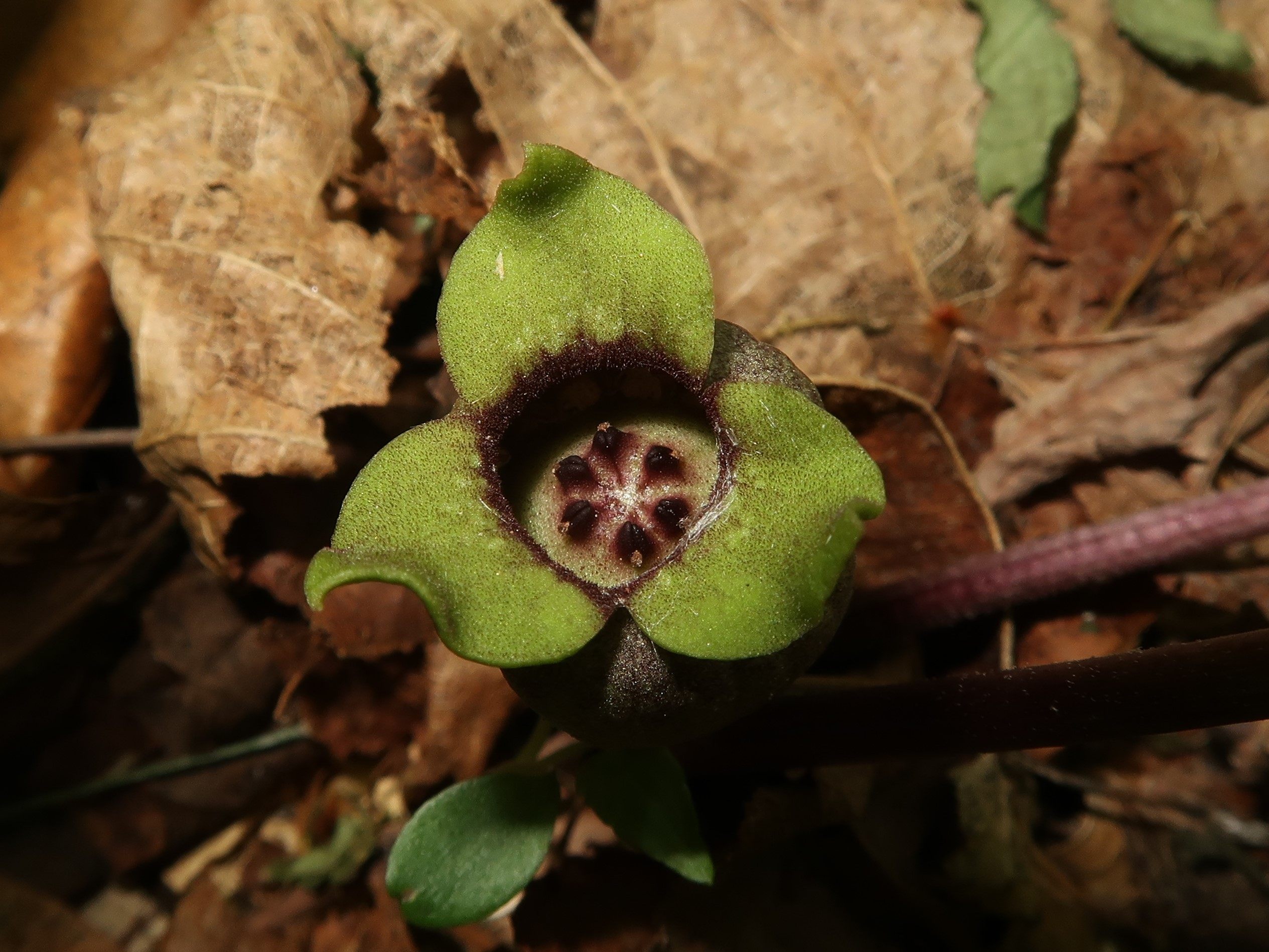
萼裂片は五角形で開出し、縁は波打ち、先はとがる。
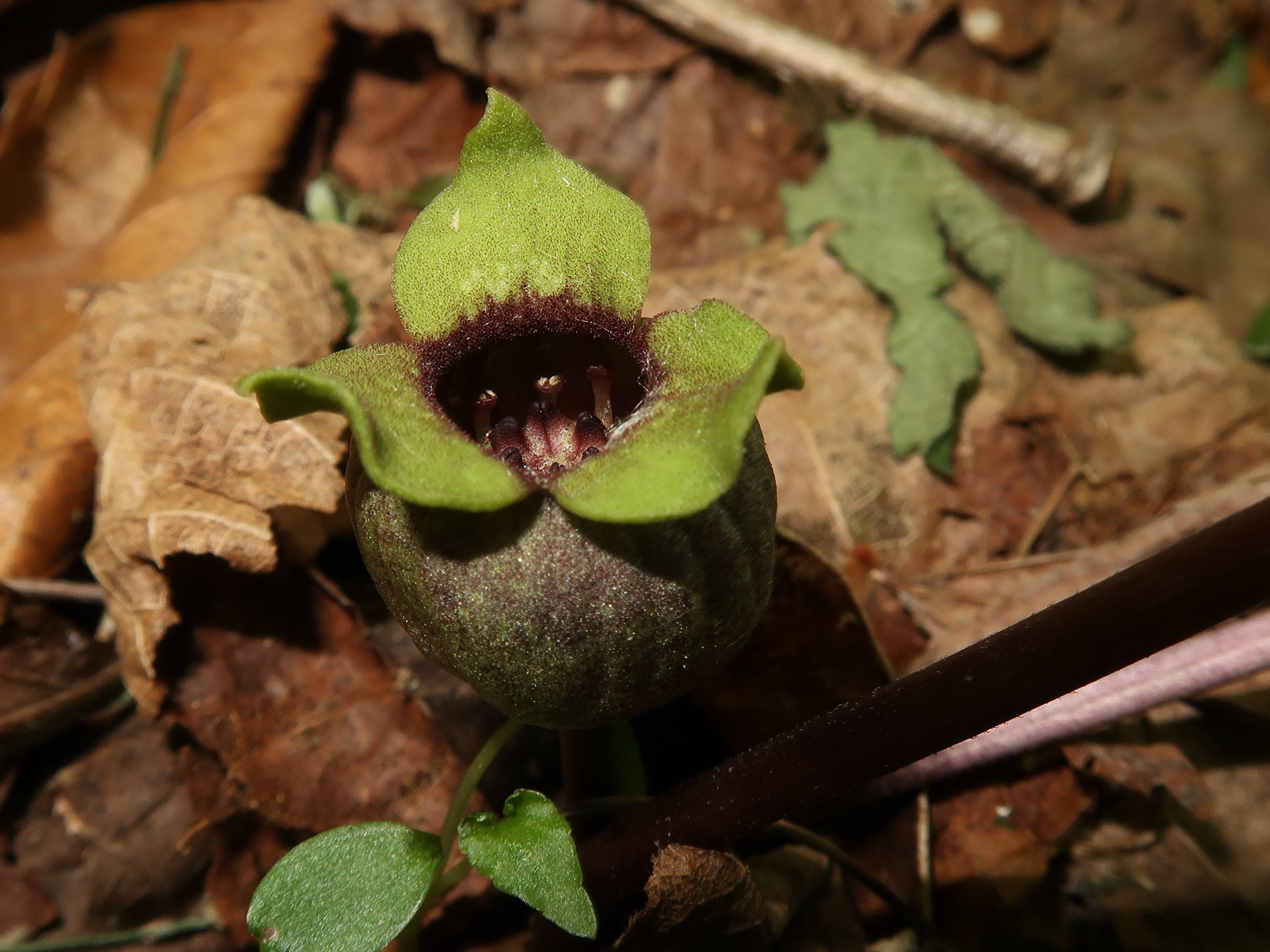
萼筒入口部の内面は濃紫色。中に雄蕊、花柱が見える。
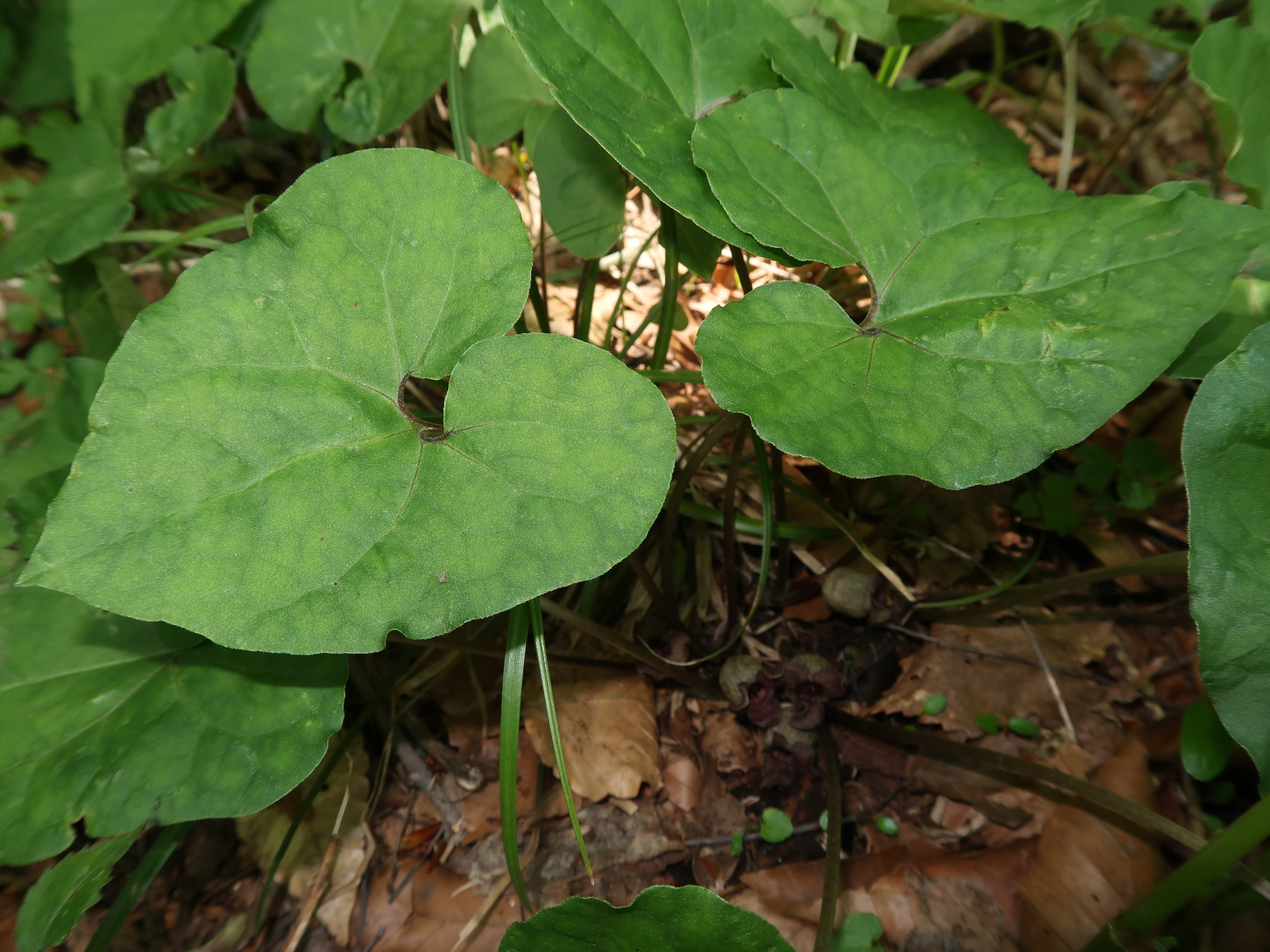
葉は広卵形で、先端はとがり、基部は心形。表面に斑点はない。